# Hvar (kulturno-povijesna cjelina)
Kulturno-povijesna cjelina grada Hvara, kulturno-povijesna cjelina, Hvar, zaštićeno kulturno dobro.

## Opis dobra
Naselje na zapadnom dijelu otoka Hvara. Razvija se krajem 13. stoljeća na mjestu kasnoantičkog naselja, a definira krajem 19. i početkom 20. stoljeća. Dijeli se na ortogonalno organizirano zapadno predgrađe i prostor unutar zidina na sjeveru, nepravilno organizirani južni dio, te trg u sredini. Ističu se ostaci sklopa Komunalne palače, Katedrale s biskupijom i zgrade Arsenala s mandračem i zidanom obalom 16. stoljeća, Fabrikom.

## Zaštita
Pod oznakom Z-5560 zavedena je kao nepokretno kulturno dobro - kulturno-povijesna cjelina, pravna statusa zaštićena kulturnog dobra, klasificirano kao "kulturno-povijesna cjelina".